# 通北站
通北站位于中华人民共和国黑龙江省黑河市北安市通北镇，是滨北铁路上的火车站，建于1932年，由哈尔滨铁路局管辖。

## 車站周邊
- 通北客运站
- 中国工商银行通北支行
- 天元酒业购物中心
- 中国邮政储蓄银行通北镇支行
- 通北一小
- 中国信合通北信用社
- 中国农业银行通北分理处
- 北安市第二人民医院
- 通北镇人民政府
- 通北二小
- 通北一中
- 通北二中
- 通北第三小学

## 歷史
- 建于1932年。

## 业务办理
客运办理旅客乘降，行李包裹托运。货运业务办理整车货物到发业务。

## 外部連結
- 中国铁路客户服务中心 （页面存档备份，存于）